# 259e régiment d'infanterie

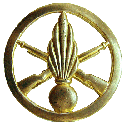
insigne de béret d'infanterie

Le 259e régiment d'infanterie (259e RI) est un régiment d'infanterie de l'Armée de terre française constitué en 1914 avec les bataillons de réserve du 59e régiment d'infanterie.
À la mobilisation, chaque régiment d'active créé un régiment de réserve dont le numéro est le sien plus 200.

## Création et différentes dénominations
- Août 1914 : 259e Régiment d'Infanterie est organisé à FOIX avec des cadres et des hommes de l'Ariège dont la plupart avaient fait leur service militaire au sein du 59e Régiment d'Infanterie
- 15 avril 1916 : Dissolution des 211e et 259e régiment d'Infanterie faisant partie de la même brigade.

## Historique des garnisons, combats et batailles du259eRI

### Première Guerre mondiale

#### Affectation
- 67e Division d'Infanterie d'août 1914 à avril 1916.

#### 1914
Foix

#### 1916
Ces régiments se sont comportés héroïquement à VERDUN et y ont subi d'énormes pertes.
Le 259e à notamment combattu à ETON, OCHES, aux EPARGES et à VERDUN.
Avril 1916 : Dissolution du régiment.

## Drapeau
Il porte, cousues en lettres d'or dans ses plis, les inscriptions suivantes :
- Verdun 1916

Décorations décernées au régiment

## Personnages célèbres ayant servi au259eRI
- Alfred Mayssonnié